# 新套马杆
《新套马杆》是乌兰托娅演唱并作词、作曲的一首歌曲，发行于2012年10月17日，收录在同名专辑《新套马杆》中。